# A Letter from Home
Pour plus de détails, voir Fiche technique et Distribution.
A Letter from Home est un film britannique réalisé par Carol Reed, sorti en 1941.

## Synopsis
Une mère anglaise écrit à ses enfants, envoyés aux États-Unis, et leur raconte les détails de sa vie, comme responsable d'un abri anti-aérien par exemple.
Ce presque documentaire, initié par le Ministère de l'Information britannique, veut montrer la vie à Londres pendant le Blitz, à destination de publics étrangers.

## Fiche technique
- Titre original : A Letter from Home
- Réalisation : Carol Reed
- Scénario : Rodney Ackland (en), Arthur Boys
- Photographie : Jack E. Cox
- Montage : Alfred Roome
- Production : Edward Black (en)
- Société de production : Twentieth Century Productions, Ministère de l'Information
- Pays d'origine :  Royaume-Uni
- Langue originale : anglais
- Format : Noir et blanc  — 35 mm — 1,37:1 — son mono
- Genre : film de propagande
- Durée : 17 minutes
- Dates de sortie : États-Unis : 1er décembre 1941

## Distribution
- Joyce Grenfell : Mrs Rogers, la mère américaine
- Kathleen Harrison : Ethel
- Celia Johnson : Mrs Taylor, la mère anglaise
- Edie Martin : la cliente à lunettes

## Nominations
- Oscars 1942 : Oscar du meilleur court métrage documentaire[1]